# Schlacht bei Freiberg
Pirna – Lobositz – Prag – Gabel – Kolin – Groß-Jägersdorf – Moys – Roßbach – Breslau – Leuthen – Domstadtl – Olmütz – Neisse – Zorndorf – Hochkirch – Kay – Kunersdorf – Hoyerswerda – Maxen – Koßdorf – Landeshut – Liegnitz – Oschatz – Berlin – Wittenberg – Torgau – Döbeln – Burkersdorf – Reichenbach – Freiberg
Die Schlacht bei Freiberg in Sachsen am 29. Oktober 1762 war das letzte große Gefecht im Siebenjährigen Krieg.

## Ausgangslage
1762, nach dem Tod der Zarin Elisabeth, schied Russland aus dem Krieg aus; Preußen war aus seiner inzwischen hoffnungslos erscheinenden Lage gerettet. Der Krieg war jedoch noch nicht entschieden, da Österreich und die Reichsarmee weiterhin die Kampfhandlungen fortführten.
In Sachsen operierte Prinz Heinrich von Preußen anfangs erfolgreich gegen die Reichsarmee (vgl. Gefecht bei Döbeln). Durch die Niederlage des Generals Seydlitz bei Teplitz am 2. August 1762 geriet dieser jedoch in eine schwierige Lage: es drohte der Verlust eines großen Teils Sachsens. Friedrich II. bestand jedoch darauf, dass Sachsen weitgehend in preußischer Hand blieb. Die besetzten Gebiete Sachsens sollten als Austauschobjekte für den künftigen Friedenskongress dienen.
Prinz Heinrich verfügte bei Freiberg über 24 Bataillone, 7 Frei-Bataillone und 72 Schwadronen (also 15.636 Mann Infanterie und 7.021 Mann Kavallerie, zusammen 22.657 Soldaten). Der Reichsarmee unter dem Befehl des Prinzen zu Stolberg-Gedern gehörten 45 Bataillone und 74 Schwadronen an (zusammen 31.000 Soldaten), zudem wurde das Korps des Prinzen Albert von Sachsen als Verstärkung erwartet.

## Schlachtverlauf

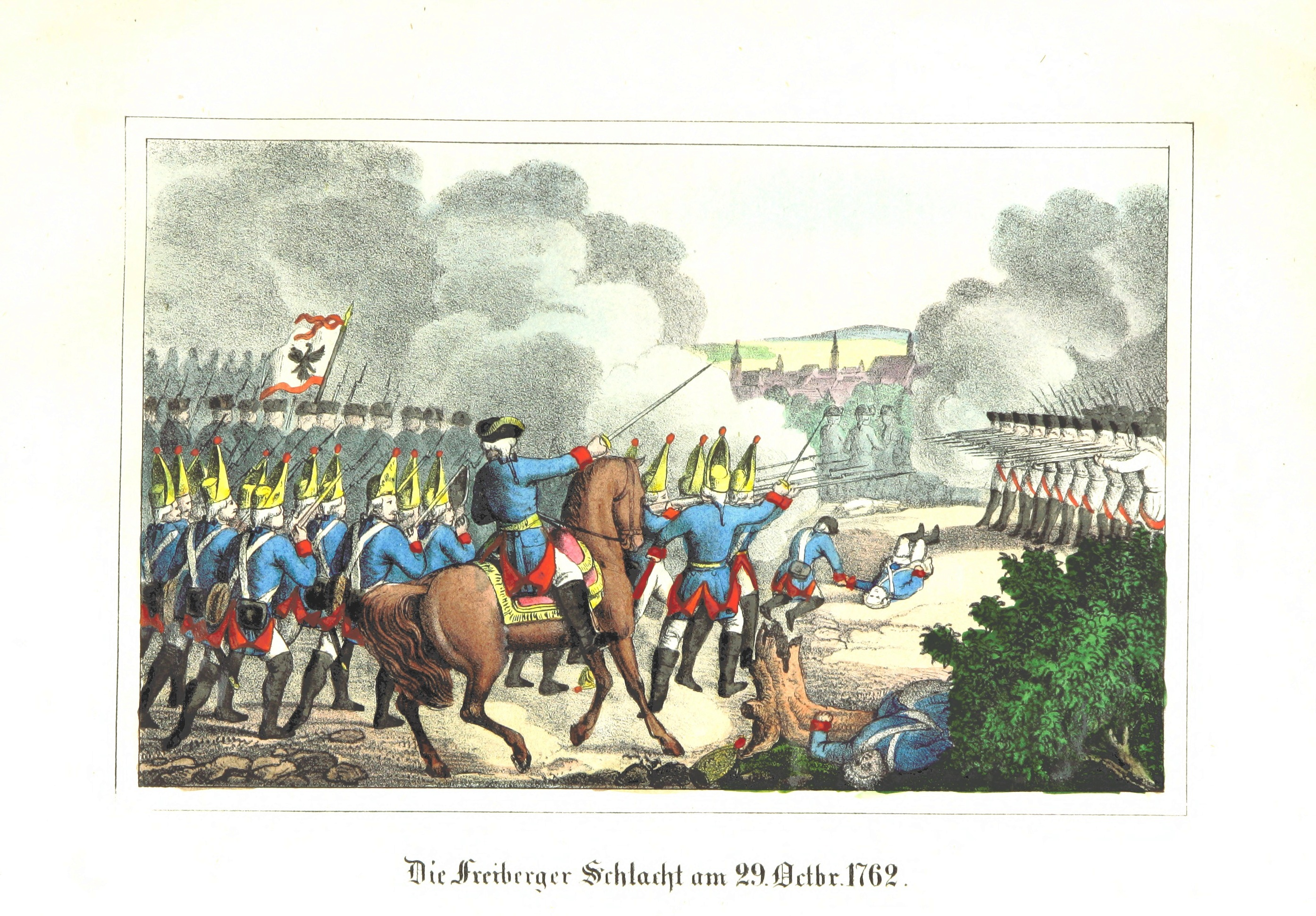
Die Freiberger Schlacht am 29. Oktober 1762

Prinz Heinrich entschied sich zur Schlacht, um die Reichsarmee aus Sachsen zu vertreiben. In der Nacht vom 28. zum 29. Oktober rückten die Preußen in vier Abteilungen gegen den Feind vor, der ein befestigtes Lager errichtet hatte.
General von Belling führte den ersten Angriff, bei dem er eine Anhöhe nehmen konnte. Dort konnte eine Batterie aufgefahren werden, um den rechten feindlichen Flügel zu beschießen. Nun rückte die preußische Avantgarde über Wegefarth und Oberschöna vor. Sie vertrieb dort aufgestellte Husaren, um sich dann gegen die linke Flanke der Reichsarmee zu wenden. Die Reichsarmee entzog sich nicht dieser Umgehung, sondern führte nur ein Artilleriegefecht.
Die preußische Infanterie nahm mittlerweile die Zugänge zur feindlichen Stellung. Eine Attacke der preußischen Kavallerie unter General von Seydlitz warf schließlich die Infanterie der Reichsarmee zurück. Nach zwei Stunden war die Schlacht bereits beendet, obwohl sie von beiden Seiten hartnäckig geführt wurde. Die Reichsarmee musste über die Mulde zurückgehen.

## Auswirkungen
Mit der Schlacht war der Feldzug in Sachsen beendet. Der König lobte seinen Bruder für die Siegesnachricht: „Die guten Botschaften haben mich um zwanzig Jahre verjüngt; gestern war ich sechzig, heute bin ich achtzehn Jahre alt. Sie leisten dem Staate so schwerwiegende Dienste, dass ich nicht genug danken kann und mir vorbehalte, dies persönlich zu tun.“ Zudem stellt er fest: „Durch diesen Sieg werden Sie den Ruhm für sich in Anspruch nehmen können, der österreichischen Hartnäckigkeit den letzten Stoß versetzt zu haben.“ Tatsächlich war die Lage der Reichsarmee und der Österreicher in Sachsen unhaltbar geworden. Der Schlachterfolg der Preußen führte auf allen Seiten zu Friedenswilligkeit. Nicht ohne Selbstkritik gestand Friedrich der Große seinem Bruder zu, der einzige General zu sein, der im Verlauf des Krieges keinen Fehler gemacht habe.